# Туривалињани
Туривалињани (итал. Turrivalignani) је насеље у Италији у округу Пескара, региону Абруцо.
Према процени из 2011. у насељу је живело 211 становника. Насеље се налази на надморској висини од 304 м.

## Становништво
Према резултатима пописа становништва 2011. у општини је живело 884 становника.
| 1931. | 1936. | 1951. | 1961. | 1971. | 1981. | 1991. | 2001. | 2011. |
| ----- | ----- | ----- | ----- | ----- | ----- | ----- | ----- | ----- |
| 1.167 | 1.171 | 1.330 | 1.008 | 834   | 819   | 902   | 858   | 884   |